# Helicodonta wilhelminae
Helicodonta wilhelminae is een slakkensoort uit de familie van de Helicodontidae. De wetenschappelijke naam van de soort is voor het eerst geldig gepubliceerd in 1991 door Maassen.